# 古巴军队经商
古巴军队经商，是古巴军队从事经营商业贸易。

## 简介
20世纪80年代，由于苏联经济陷入困难，对古巴的援助逐年减少。在苏联解体后，经互会体制终结，古巴经济一落千丈，特别是能源、供电、出口产生困难，蔗糖等传统出口商品滞销。从20世纪90年代开始，古巴军费开支急剧下降，古巴军队的规模一再缩减（由1990年代初期的8.5万名正规军，缩减到2004年的4.9万人加100万民兵，并保持至今，军费仅为1亿美元左右），于是古巴军队开始直接办企业，以减轻军费负担。
1994年，古巴军队企业的利润达到了5500万比索，相当于5500万美元（比索兑美元的名义汇率是1:1）。1995年，古巴允许外国人向军队企业直接投资。至2000年以后，古巴军队企业几乎遍及古巴社会经济的各个部门。
古巴军队的海鸥旅游集团是加勒比地区各国最大的旅游企业，1994年的时候年经营收入达到2.2亿美元，占古巴外汇总收入的15％，比当年古巴整个军队的军费要高。

## 制裁
2017年6月16日，美国总统特朗普宣布，禁止美国企业与古巴军方控制的企业有生意往来。

## 评价
古巴领导人劳尔·卡斯特罗曾公开鼓励军队企业：“目前芸豆和大炮同样重要，或许更重要”。